# Crenigomphus hartmanni
Crenigomphus hartmanni – gatunek ważki z rodziny gadziogłówkowatych (Gomphidae). Występuje w Afryce Subsaharyjskiej – od północno-wschodniej Demokratycznej Republiki Konga, Ugandy i Kenii na południe po RPA.
W RPA imago lata od listopada do końca czerwca. Długość ciała 45–46 mm. Długość tylnego skrzydła 28–29 mm.